# Lages Airport
Lages Airport är en flygplats i Brasilien.   Den ligger i kommunen Lages och delstaten Santa Catarina, i den södra delen av landet, 1 400 km söder om huvudstaden Brasília. Lages Airport ligger 932 meter över havet.
Terrängen runt Lages Airport är platt västerut, men österut är den kuperad. Runt Lages Airport är det ganska glesbefolkat, med 45 invånare per kvadratkilometer.. Närmaste större samhälle är Lages, 5,8 km sydväst om Lages Airport.
I omgivningarna runt Lages Airport växer i huvudsak städsegrön lövskog.